# Marc-Antoine du Cayla de Montblanc
Marc-Antoine du Cayla de Montblanc est un homme politique français né le 23 mai 1767 à Saint-Chély-d'Apcher (Lozère) et décédé le 28 avril 1857 à Aumont-Aubrac (Lozère).
Maire d'Aumont en 1792, il commande la garde nationale de la commune puis devient conseiller général. Il est député de la Lozère de 1831 à 1834, siégeant dans la majorité soutenant les ministères de la Monarchie de Juillet.

## Sources
- « Marc-Antoine du Cayla de Montblanc », dans Adolphe Robert et Gaston Cougny, Dictionnaire des parlementaires français, Edgar Bourloton, 1889-1891 [détail de l’édition]